# Trogoderma longisetosum
Trogoderma longisetosum là một loài bọ cánh cứng trong họ Dermestidae. Loài này được Chao & Lee miêu tả khoa học năm 1966.